# Nick Hysong
Nick Hysong (né le 9 décembre 1971 à Winslow) est un athlète américain spécialiste du saut à la perche. Champion olympique à Sydney en 2000, il se reconvertit à la suite de sa carrière en entraîneur, amenant Ekateríni Stefanídi à l'or olympique en 2016.

## Carrière
Nyck Hysong participe à la finale des Jeux olympiques de Sydney, le 29 septembre 2000, devant les 100 000 spectateurs du Stadium Australia de Sydney. Il remporte le concours en parvenant à franchir une barre à 5,90 m à sa première tentative et améliore de dix centimètres son record personnel en plein air établi l'année précédente. Devançant au nombre d'essais son compatriote Lawrence Johnson (vainqueur des sélections américaines) et le Russe Maksim Tarasov, Nick Hysong devient le premier perchiste des États-Unis à remporter le titre olympique depuis Bob Seagren en 1968, et perpétue par ailleurs la tradition des perchistes américains dans cette compétition, vainqueurs de 15 des 16 premiers titres olympiques. Quelques jours plus tard, à Doha, il se classe deuxième de la Finale du Grand Prix avec 5,60 m, derrière l'Allemand Tim Lobinger.
Il devient ensuite entraîneur, en particulier de la grecque Ekateríni Stefanídi.

## Palmarès

### International
| Date | Compétition                    | Lieu      | Résultat | Marque |
| ---- | ------------------------------ | --------- | -------- | ------ |
| 1990 | Championnats du monde juniors  | Plovdiv   | 6e       | 5,30 m |
| 1995 | Championnats du monde en salle | Barcelone | 5e       | 5,70 m |
| 1999 | Championnats du monde en salle | Maebashi  | 8e       | 5,50 m |
| 1999 | Championnats du monde          | Séville   | 4e       | 5,70 m |
| 1999 | Finale du Grand Prix           | Munich    | 4e       | 5,70 m |
| 2000 | Jeux olympiques                | Sydney    | 1er      | 5,90 m |
| 2000 | Finale du Grand Prix           | Doha      | 2e       | 5,60 m |
| 2001 | Championnats du monde          | Edmonton  | 3e       | 5,85 m |
| 2005 | Championnats du monde          | Helsinki  | 5e       | 5,50 m |

### National
- Championnats des États-Unis en plein air : vainqueur en 1995[4]
- Championnats des États-Unis en salle : vainqueur en 1995[5]
- Championnats NCAA (plein air) : vainqueur en 1994[6]

## Records
| Épreuve                      | Performance | Date                        | Lieu    |
| ---------------------------- | ----------- | --------------------------- | ------- |
| Saut à la perche (extérieur) | 5,90 m      | 29 septembre 2000           | Sydney  |
| Saut à la perche (salle)     | 5,85 m      | 4 mars 1995 27 février 1999 | Atlanta |